# Diacetato de 5-nitro-2-furaldehído
El diacetato de 5-nitro-2-furaldehído es un compuesto orgánico de fórmula molecular C9H9NO7.